# Iam lucis orto sidere (Bruckner)
Iam lucis orto sidere, WAB 18, ist eine Motette von Anton Bruckner aus dem Jahr 1868. Das Werk ist auch als In S. Angelum custodem (In der Obhut des heiligen Engels) bekannt. Bruckner überarbeitete das Stück in 1886.

## Geschichte
Bruckner komponierte diese Motette im Sommer 1868 für die Schutzengelbruderschaft des Stifts Wilhering. Bruckner widmete das Stück Adolf Dorfer, dem Abt des Stifts. Bruckner vertonte einen Text von Robert Riepl, einem der in der Abtei tätigen Priester. Die Motette wurde in derselben aufgeführt Jahr im Stift.
Riepls Text ist eine Adaptation des Textes von Orlande de Lassus.
Bruckners Originalmanuskript, das im Stift aufbewahrt wurde, ist verschollen. Eine Kopie davon befindet sich im Archiv des Stifts Kremsmünster, zwei weitere Exemplare befinden sich in der Österreichischen Nationalbibliothek. Die Motette wurde 1868 vom Stift Wilhering veröffentlicht.
1886 schuf Bruckner eine Neufassung der Motette für Männerchor, die in der Zeitschrift An den schönen blauen Donau, Band 1, Nr. 8, S. 240, F. Mamroth, Wien, veröffentlicht wurde.
Die Gesamtausgabe enthält die zwei Vertonungen der Fassung von 1868 in Band XXI/24 und die Fassung von 1886 in Band XXI/35.

## Musik
Die erste Fassung im phrygischen Modus, die Bruckner 1868 komponierte, ist 24 Takte lang. Zwei Vertonungen sind erhalten: eine erste mit allen acht Strophen von Riepls Text für gemischten Chor a cappella, und eine zweite mit nur einer Strophe eines anderen Textes für gemischten Chor und Orgel. Die Motette ist ein einfaches, modal inspiriertes Stück und durchgehend homophon.
Die Neufassung der Motette in g-Moll, die Bruckner 1886 komponierte, verwendet die Verse 1, 2, 7 und 8 von Riepls Text. Sie ist für Männerchor a cappella gesetzt.

### Text der ersten Vertonung
Iam lucis orto sidere

Dignare, custos Angele!

Mentis fugare nubila

Et alma ferre lumina;

Me recta prudens edoce,

Ur exsequar, me commone.

Fidus venis qui coelitus

Illuc redisque nuntius!

Preces, labores, lacrimas

Ad Regis aulam perferas;

Donum clientis parvulum

Reddas Datori munerum.

Miserrimum dulcissimo

Blandus fove solacio;

Salutis ad negotia

Me dormitantem concita.

Quando reluctor, argue;

Vires labanti suffice.

Puro refulgens lumine,

Quod emicat de Numine!

Me sanctitatis aemulum

A labe serves integrum.

Ne castitatis candida

Contaminentur lilia.

Firma repelle dextera

Vim daemonis sub tartara;

Carnis retunde fomitem,

Superbiae propaginem,

Tuis ut armis protegar

Palmamque victor consequar.

Cordis rigentis ferream

Perfringe pertinaciam;

Culpae gravatum sacrina

Manu potenti subleva

Poenasque sonti debitas

Fac suplicans ut arceas.

Fuga ruant quum turbida

Mortalis aevi tempora:

Caduca fac me temnere,

Aeterna semper quaerere,

Ut heareat mens fervida

Sublimis inter sidera.

Urgente pugna lugubri

Fortis paventi subveni;

Per mortis umbram dirige

Defende coram Judice

Laetaque de sententia

Fruar perenni gloria. Amen. 

### Text der zweiten Vertonung
Iam lucis orto sidere

O Angele piissime!

Caecas mentis caligines

Splendore tuo dissipes;

Quae recta sunt, me edoce,

Ut faciam, me admone.
Anmerkung: Neben dem lateinischen Text gibt es auch eine deutsche Version nach einem Text von Margarete Hemleben mit dem Titel „Du Herr der Herren“, in einem vermutlich evangelisch orientierten Gesangbuch.
Du Herr der Herren, Jesus Christ,	

Lass leuchten uns dein Angesicht,	

Dass deiner Liebe heller Schein	

Verwandle unser irdisch Sein,	

Zu tragen durch der Erde Nacht	

Dein Licht, Dein Leben, Deine Macht.

## Diskografie
Die erste Aufnahme erfolgte 1976:
- Mathias Breitschaft, Limburger Domsingknaben, Bruckner: 9 Motetten/Palestrina: 8 Motetten – LP: Carus FSM 53118 – Strophe 1 der ersten Vertonung

### Fassung 1868

#### Erste Vertonung
Ein paar andere Aufnahmen, alle mit Abweichungen von der Partitur:
- Balduin Sulzer, Chor des Musikgymnasiums Linz,[2] Musik aus der Stifterstraße – LP: Extempore AD-80.01/2, 1980 – Strophen 1, 2 und 3
- Robert Jones, Chor der St. Bride’s Church, Bruckner: Motets – CD: Naxos 8.550956, 1994 (alle 8 Strophen)
- Lionel Sow, Choeur de Filles Caecilia und Maîtrise des Petits Chanteurs de Saint-Christophe de Javel, Johannes Brahms – Anton Bruckner Jardins secrets – CD: Studio SM Collection Blanche D3029, 2004 – Strophen 1, 2 und 3

#### Zweite Vertonung
Nur eine Aufnahme:
- Balduin Sulzer, Mozart Chor Linz, Ensemble Pro Brass, Bruckner – CD: AtemMusik Records ATMU 97001, 1997 – mit Blechbläserbegleitung

### Fassung 1886
Von dieser Fassung gibt es zwei Aufnahmen:
- Duncan Ferguson, Chor der St. Mary’s Cathedral Edinburgh: Bruckner: Motets – CD: Delphian Records DCD34071, 2010
- Matthias Giesen, Schola Floriana: Kirchenmusik im Bruckner-Ort Ansfelden – CD: Weinberg Records SW 010497-2, 2016 – Strophen 1 und 2